# シヴァサーガル
- シヴァサーガル
- シヴサーガル
- シブサーガル

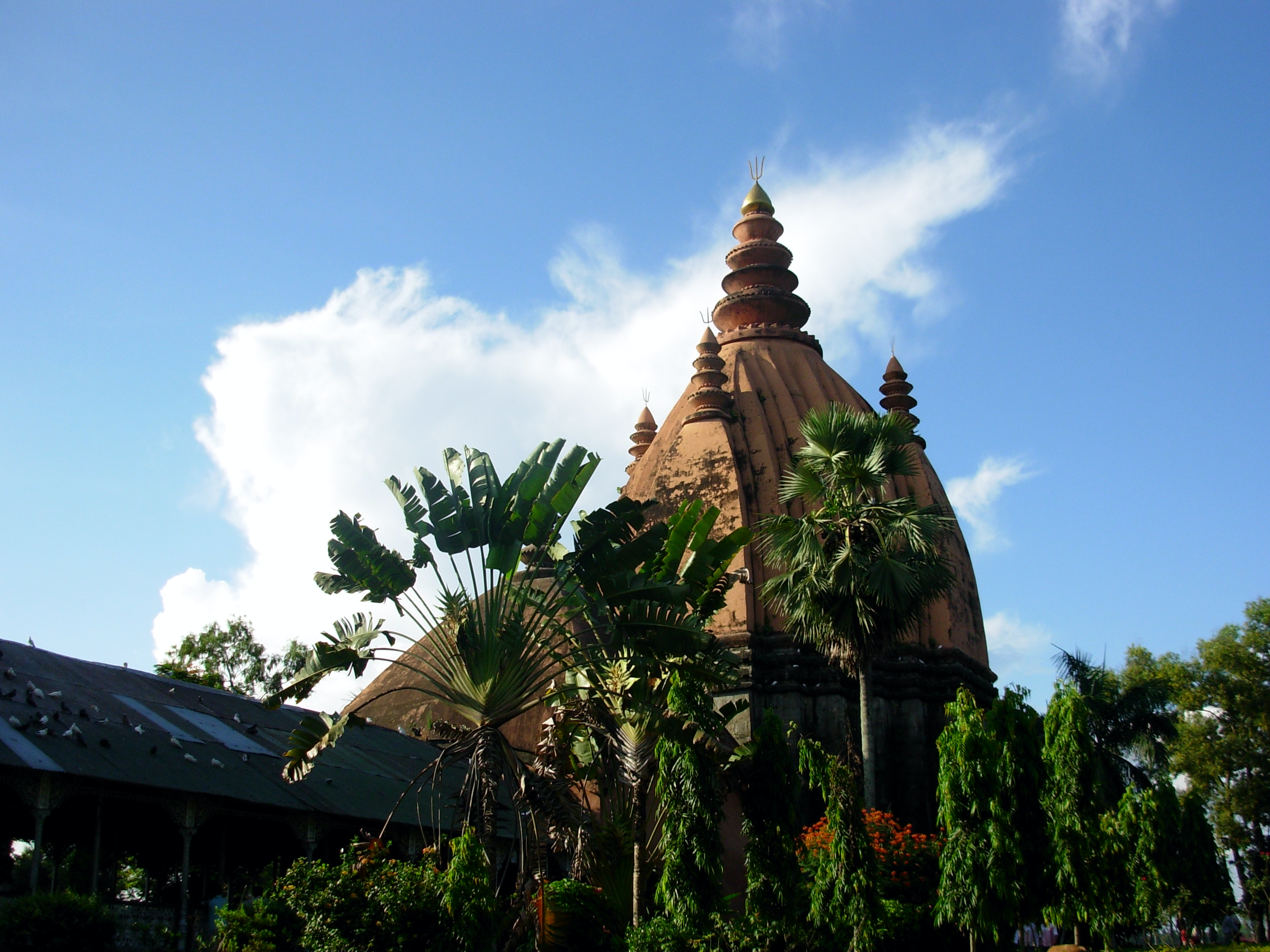
シヴァサーガルの寺院

シヴァサーガル（アッサム語：শিৱসাগৰ、英語：Sivasagar）は、インドのアッサム州、シヴァサーガル県の都市。シヴサーガル（Sivsagar）、シブサーガル（Sibsagar）とも呼ばれる。

## 歴史
シヴァサーガルはかつてはラングプルとして知られ、1699年から1788年にかけてはアーホーム王国の都であった。
アーホーム王国は1819年にビルマのコンバウン朝に征服されるまで、6世紀に渡りアッサム地方支配した 。
1825年、このビルマの支配はイギリスによって解放されたが、翌1826年に無政府状態を理由にヤンダボ条約でイギリス領に併合された。